# Ruisseau de Lastie
Le ruisseau de Lastie est un ruisseau du Sud-Ouest de la France et un affluent de la Neste du Louron, donc sous-affluent de la Garonne par la Neste.

## Géographie
De 12 km de longueur, le ruisseau de Lastie prend sa source au nord-est du lac de Bareilles dans les Pyrénées, sur le département des Hautes-Pyrénées et la commune de Bareilles, et se jette dans la Neste du Louron sur la commune de Arreau. Il traverse également Jézeau.

## Principaux affluents
- L'Arrieu-Tort : 2,5 km
- Ruisseau de l'Artigue  : 2,2 km
- Le Hourc : 2,4 km

## Galerie d'images

Sélection de vues.
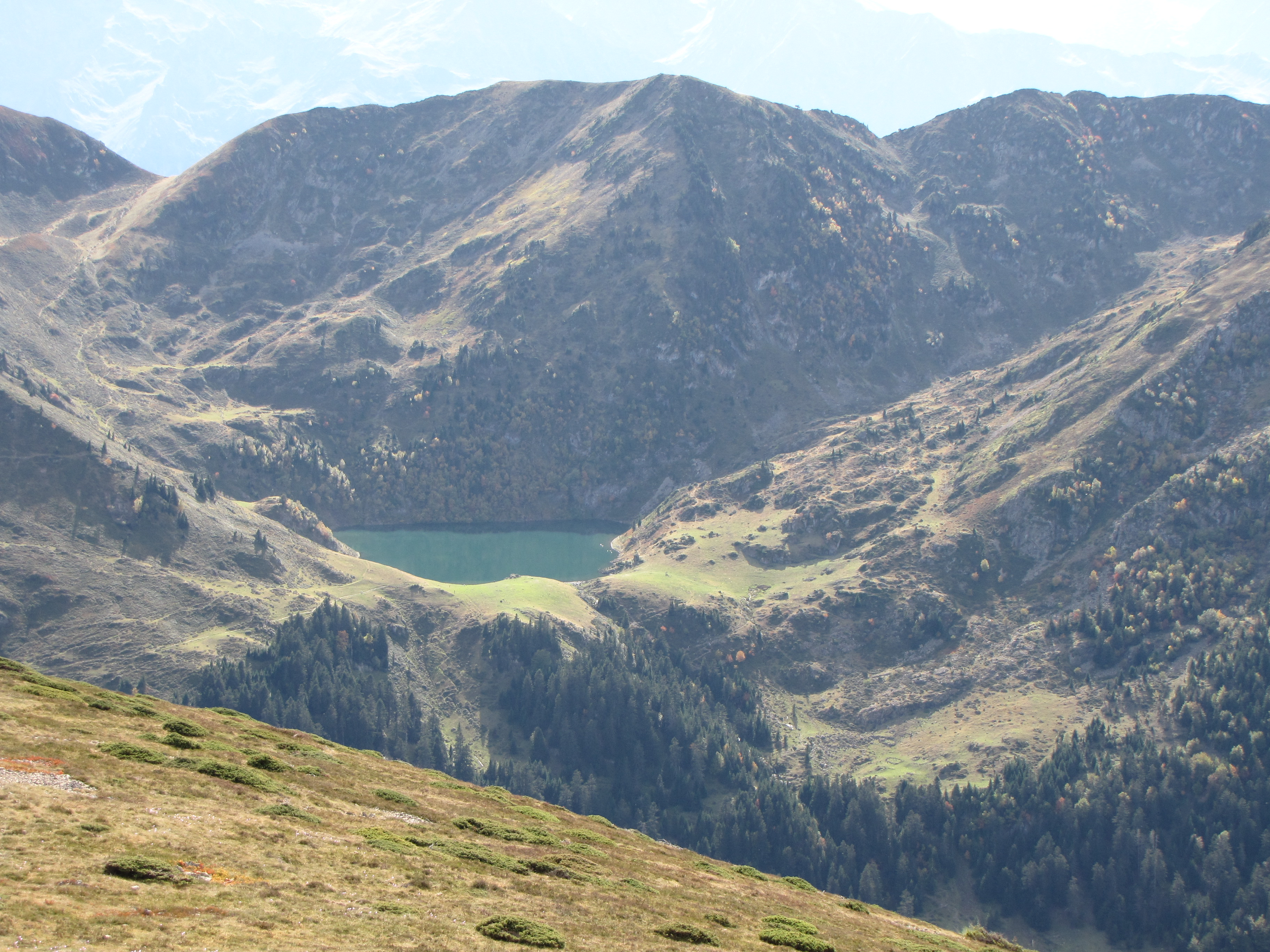
Le lac de Bareilles
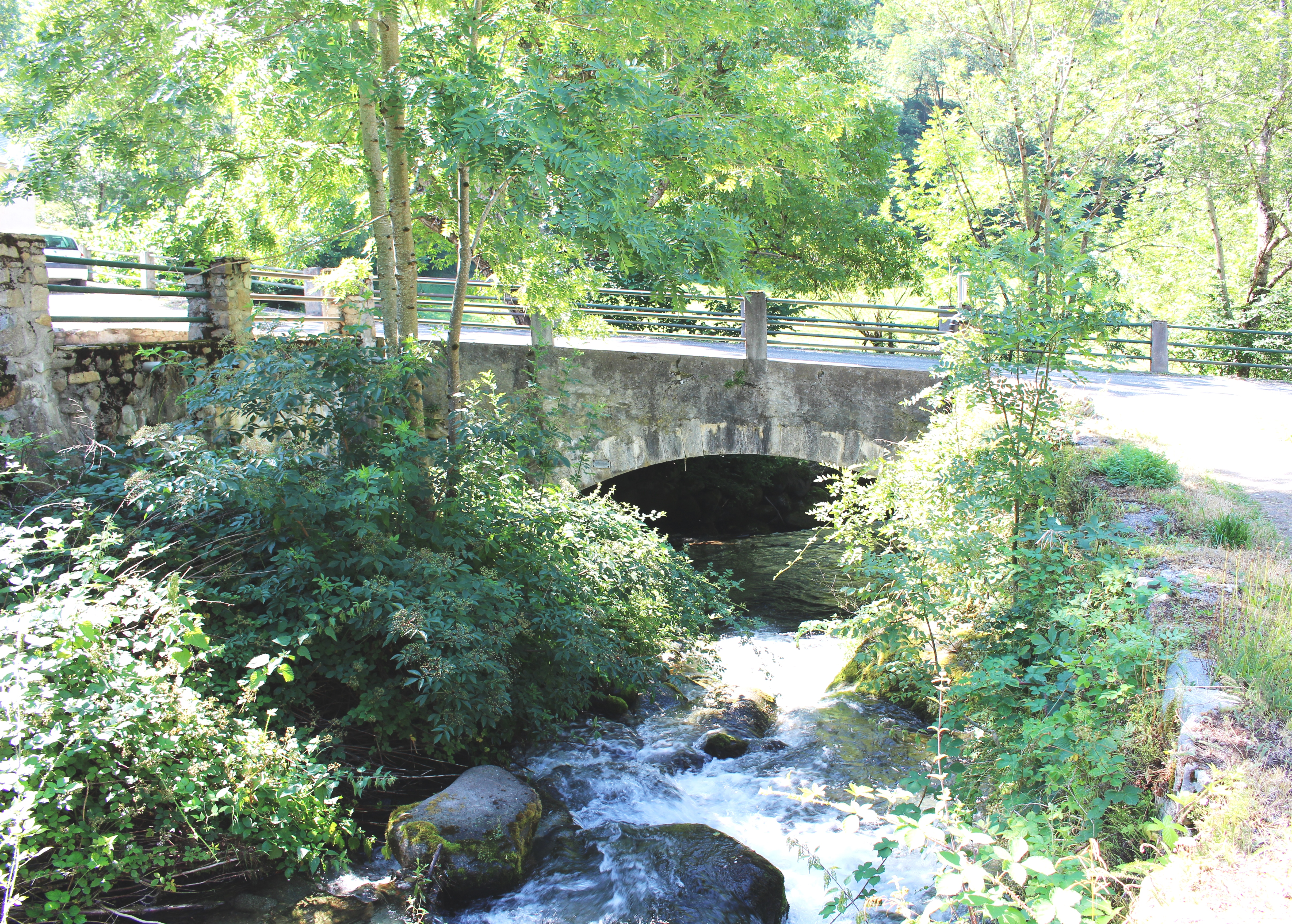
Pont de Pouy (Bareilles)